# Налбандян, Арам Багратович
Ара́м Багра́тович Налбандя́н (арм. Արամ Բագրատի Նալբանդյան; 1 января 1908, Караклис — 24 января 1987, Ереван) — советский армянский физико-химик.
Академик АН Армянской ССР (1963, член-корреспондент с 1960), доктор физико-математических наук (1942), профессор (1947). Лауреат Государственной премии Армянской ССР (1976), Премии имени Д. И. Менделеева (1950). Заслуженный деятель науки Армянской ССР (1974).
Основные труды посвящены цепным разветвленным реакциям окисления в газовой фазе, исследованию кинетики гетерофазных вырождённо-разветвленных цепных реакций окисления, кинетическим методом вымораживания радикалов.

## Биография
Арам Багратович Налбандян 1 января 1908 года в городе Каракилиса (ныне Ванадзор, Армения).
В 1926 году поступил в физико-математическое отделение педагогического факультета Ереванского государственного университета. Окончив университет в 1930 году, Налбандян был направлен в Институт химической физики АН СССР в Ленинград, в аспирантуру которого он поступил в 1931 году. Под руководством академика Николая Николаевича Семёнова (впоследствии лауреата Нобелевской премии по химии) Налбандян занялся изучением цепных реакций и в 1935 году защитил диссертацию на соискание учёной степени кандидата химических наук, а в 1942 году — диссертацию на соискание учёной степени доктора физико-математических наук. В 1947 году ему было присвоено учёное звание профессора.
С 1935 по 1957 год Арам Налбандян работал в Институте химической физики АН СССР в качестве старшего научного сотрудника, в 1957—1966 годах он являлся заведующим лабораторией окисления углеводородов. Параллельно в 1951—1959 годах он возглавлял кафедру физики в Московском институте связи. В 1959 году участвовал в VIII Менделеевском съезде.
По предложению президиума АН Армянской ССР Налбандян в 1959 году организовывает лабораторию химической физики АН Армянской ССР, которая в 1975 году была реорганизована в Институт химической физики АН Армянской ССР, директором которого Налбандян был в 1975—1987 годах. В 1960 году вступил в КПСС.
В 1960 году Арам Налбандян был избран членом-корреспондентом АН Армянской ССР, а в 1963 году — академиком. В 1967—1987 годах он был академиком-секретарём отделения химии АН Армянской ССР, членом президиума АН Армянской ССР, в 1987 году — академиком-секретарём отделения химических и геологических наук АН Армянской ССР.
В 1966 году Налбандян был приглашён в университеты Канады, в 1973 году в институт физической химии Гёттингенского университета, в 1980 году в Лувенский католический университет для чтения лекций. В 1979 году он был избран членом Нью-Йоркской академии наук.
В 1974—1987 годах Налбандян был членом комитета по вручению Государственных премий Армянской ССР в области науки и техники, в 1975—1987 годах — членом терминологического Комитета при Совете Министров Армянской ССР, в 1976—1987 годах — членом редакционного совета Армянской советской энциклопедии, в 1980—1987 годах — членом редколлегии международного журнала «Проблемы окисления» («Oxidation Communications», Венгрия), в 1983—1987 годах — главным редактором Армянского химического журнала, членом редколлегии журнала «Химическая физика».
Арам Багратович Налбандян скончался 24 января 1987 года в Ереване. Похоронен в Ереванском городском пантеоне.

## Научная деятельность
Арам Багратович Налбандян является автором свыше 350 научных трудов.
С 1935 года, обучаясь в аспирантуре Института химической физики АН СССР, Арам Багратович Налбандян начал научную деятельность по изучению цепных реакций. Им подробно было изучено явление пределов воспламенения на примере окисления водорода. Эксперименты Налбандяна по изучению явлений, связанных с обрывом цепей на стенках реактора при низких давлениях, вблизи первого, нижнего предела самовоспламенения, подтвердили основные положения теории нижнего предела и позволили понять природу периода индукции и кинетику процесса в области воспламенения. В 1946 году он осуществил управление цепным процессом воспламенения смеси водорода с кислородом с помощью стержней с различной обработкой поверхности, вводимых в реактор. На основе этих исследований Налбандян написал кандидатскую и докторскую диссертации, а в 1949 году совместно с академиком Владиславом Воеводским опубликовал монографию «Механизм окисления и горения водорода». За этот труд авторы были удостоены Премии имени Д. И. Менделеева в 1950 году.
Совместно со своими учениками, Арам Налбандян занимался исследованием вырождённо-разветвленных процессов окисления органических соединений. В цикле работ по изучению механизма окисления метана они предложили промышленный способ получения формальдегида прямым окислением метана, за что в 1965 году были удостоены Большой золотой медали ВДНХ СССР. Этот метод в крупных масштабах был опробован на Щекинском химическом комбинате. В 1959 году Арам Налбандян совместно с академиком Николаем Ениколоповым написали научно-популярную книгу «Формальдегид — материал для пластмасс».
В Институте химической физики АН Армянской ССР Налбандян совместно с учениками разработал кинетический метод вымораживания радикалов в сочетании со спектрометром ЭПР для обнаружения многоатомных радикалов в газофазных процессах. Налбандян занимался исследованием процессов, протекающих на поверхности химического реактора, которые привели его к выводу, что в зависимости от условий проведения процесса разветвления цепей могут происходить на стенках реактора в результате распада малоустойчивых промежуточных соединений — пероксидов, с выбросом радикалов в объём, где они продолжают развитие цепей. На основе результатов исследований в области кинетики и механизма сложных реакций были опубликованы монографии «Элементарные процессы в медленных газофазных процессах» (1975), «Современное состояние проблемы газофазного окисления органических соединений» (1986), «Магнитный резонанс в газах» (1987).

## Награды
- Государственная премия Армянской ССР (1976) — за цикл работ, совершённых в 1966—1974 годах, которые обобщены в труде «Элементарные процессы в медленных газофазных процессах»[13].
- Премия имени Д. И. Менделеева (1950) — за труд «Механизм окисления и горения водорода»[14].
- Орден Ленина (20.08.1986)[15][3].
- Два ордена Трудового Красного Знамени (27.03.1954, 30.12.1977)[3].
- Орден «Знак Почёта» (10.06.1945)[3].
- Медаль «В ознаменование 100-летия со дня рождения Владимира Ильича Ленина» (1970)[3].
- Медаль «За доблестный труд в Великой Отечественной войне» (1946)[3].
- Заслуженный деятель науки Армянской ССР (1974)[3].
- Почётная грамота Президиума Верховного Совета Армянской ССР (1967)[3].
- Большая золотая медаль ВДНХ СССР (1965)[11].

## Память
- В 1988 году была выпущена почтовая марка СССР, посвящённая Араму Багратовичу Налбандяну.
- В 1993 году Институту химической физики НАН РА присвоено имя Арама Багратовича Налбандяна[1].
- В 2008 году к 100-летию Арама Багратовича Налбандяна в Ереване проводилась научная конференция по химической физике[16].